# Pantanos de Villa
Pantanos de Villa (eller fullständigt: El Refugio de Vida Silvestre Pantanos de Villa) är ett naturskyddsområde beläget vid stillahavskusten i Surco i södra delen av Lima i Peru.
Pantanos de Villa ligger i distriktet Chorrillos, i provinsen Lima i departementet Lima.
Dessa naturliga våtmarker är ett naturskyddsområde som tillåter häckning och mellanlandning för flytt- och stannfåglar. Området har rik flora och fauna, och hör till Sistema Nacional de Áreas Naturales Protegidas del Estado-SINANPE, som sedan 2008 ligger under Servicio Nacional de Áreas Naturales Protegidas - SERNANP, en statlig institution under Ministerio del Ambiente, delvis administrerad på eget initiativ av PROHVILLA, som lyder under Municipalidad Provincial de Lima. 